# St. Louis Automotive Company
St. Louis Automotive Company war ein US-amerikanischer Hersteller von Automobilen.

## Unternehmensgeschichte
John M. Neskov und Herr Mumperow betrieben die Neskov-Mumperow Motor Car Company in St. Louis in Missouri. Sie verkauften Fahrzeuge von Anderson Buggy Company, Dort Motor Car Company und Gardner Motor Company. Mumperow schied anscheinend 1921 aus dem Unternehmen aus. Neskov strebte die eigene Fahrzeugproduktion an. Mitte Oktober 1921 wurden zwei Fahrzeuge auf einer Automobilausstellung in St. Louis präsentiert. Konstrukteur war John A. Schroeder.
Erst 1922 gründete Neskov das Unternehmen zur Produktion. Er stellte einige Personenkraftwagen her. Der Markenname lautete St. Louis. 1922 und 1923 wurden erneut Fahrzeuge auf den Ausstellungen in St. Louis gezeigt. Im August 1923 beantragte Neskov die Insolvenz. Insgesamt entstanden fünf Fahrzeuge.
Die Fahrzeugmarke St. Louis wurde bereits 1907 von der Firma „St. Louis Motorcar Co.“ aus Peoria, Illinois genutzt. Eine Verbindung zur späteren St. Louis Automotive Company ist nicht bekannt.

## Fahrzeuge
Die beiden Fahrzeuge von 1921 waren ein sportlicher Phaeton mit vier Sitzen und ein Speedster mit drei Sitzen. Das Fahrgestell hatte 318 cm Radstand.
Geplant waren Einbaumotoren von Rochester-Duesenberg und der Weidely Motors Company. Der erstgenannte war ein Vierzylindermotor, der zweite je nach Quelle entweder ebenfalls ein Vierzylindermotor oder ein V12-Motor. Der Neupreis lag im Bereich um 2600 US-Dollar.